# Katedra Neofilologii Akademii Pomorskiej w Słupsku
Katedra Sztuki Muzycznej Akademii Pomorskiej w Słupsku – jedna z dwóch katedr Instytutu Filologii Akademii Pomorskiej w Słupsku. Pierwotnie należąca do struktur Wydziału Filologiczno-Historycznego Akademii Pomorskiej w Słupsku. Dzieli się na 3 zakłady. Prowadzi działalność dydaktyczną i badawczą związaną z frazeologią porównawczą, literaturą rosyjską pierwszej połowy XIX wieku, związkami literackimi polsko-rosyjskimi i polsko-słowiańskimi, leksykologią porównawczą, słowotwórstwem porównawczym, socjolingwistyką i stylistyką porównawczą języka angielskiego i języka niemieckiego, zdaniami w tekście i metodyką nauczania języków obcych. Katedra oferuje studia na kierunku filologia. Aktualnie na katedrze kształci się około 500 studentów w trybie dziennym i zaocznym. Katedra posiada własną bibliotekę o księgozbiorze 10 265 woluminów książek i blisko 2 500 woluminów czasopism. Katedra wydaje własny czasopismo naukowe Polilolog. Studia Neofilologiczne. Jest wydawane przez Wydawnictwo Naukowe Akademii Pomorskiej w Słupsku i ma ono charakter otwarty, czyli mogą w nim zamieszczać artykuły autorzy z ośrodków krajowych i zagranicznych. Siedzibą katedry jest gmach przy Słowiańskiej 8 w Słupsku
Instytut Neofilologii powstał w 1994 roku w Wyższej Szkoły Pedagogicznej z przekształcenia działającej wcześniej Katedry Neofilologii, której korzenie sięgają 1971 roku, kiedy to w ramach Wyższej Szkoły Nauczycielskiej utworzono Zakład Filologii Rosyjskiej. Pracownicy naukowi instytutu zajmowali też często najważniejsze stanowiska w hierarchii akademickiej – rektorów: Danuta Gierczyńska (2002-2008) oraz prorektorów, wielokrotnie obejmowali też funkcję dziekanów na swoich wydziałach. Instytut początkowo afiliowany był przy Wydziale Humanistycznym, a po jego przemianowaniu w 2001  roku przy Wydziale Filologiczno-Historycznym. Aktualnie zatrudnionych jest 40 pracowników naukowo-dydaktycznych, z czego na 3 z tytułem naukowym profesora stanowisku profesora zwyczajnego, 8 na stanowisku profesora nadzwyczajnego ze stopniem naukowym doktora habilitowanego, 19 adiunktów ze stopniem doktora oraz 10 asystentów z tytułem magistra.
Od 1 października 2019 roku, zarządzeniem Rektora AP, Instytut funkcjonuje jako Katedra Neofilologii Akademii Pomorskiej w Słupsku.

## Historia
Początki dzisiejszego Instytutu Neofilologii związane są z powołaniem do życia na Wydziale Humanistycznym Wyższej Szkoły Nauczycielskiej w Słupsku w 1971 roku Zakładu Filologii Rosyjskiej. Kształcił on głównie przyszłych nauczycieli języka rosyjskiego. 1 kwietnia 1991 roku został on przekształcony w Zakład Neofilologii. Wraz z rozwojem naukowym kadry dydaktycznej, a także pozyskiwaniem samodzielnych pracowników naukowych z innych ośrodków akademickich, w tym m.in. Gdańska, Szczecina, Poznania następowały kolejne przekształcenia struktury organizacyjnej jednostki. 1 października 1991 roku powołana została Katedra Neofilologii, a trzy lata później w jej miejsce 1 stycznia 1994 roku – Instytut Neofilologii, który objął swą strukturą dotychczas istniejące zakłady: Zakład Literaturoznawstwa Rosyjskiego, Zakład Językoznawstwa Rosyjskiego i Zakład Dydaktyki Języka Rosyjskiego oraz nowo powstały wówczas Zakład Języków Germańskich. W 1999 roku w instytucie działalność swoją rozpoczął Zakład Filologii Angielskiej. Znaczącym dla rozwoju słupskich specjalności filologicznych była chwila przekazania w użytkowanie Instytutu Neofilologii w 2001 roku odrębnego budynku przy ul. Słowiańskiej 8. 

## Poczet dyrektorów
Zakład Filologii Rosyjskiej
- 1971-1991: dr Helena Stępień

Zakład Neofilologii
- 1991-1991: dr hab. Jerzy Wróblewski

Katedra Neofilologii
- 1991-1994: dr hab. Jerzy Wróblewski

Instytut Neofilologii
- 1994-2002: dr hab. Jerzy Wróblewski
- 2002-2019: p.o. dr Grażyna Lisowska

Katedra Neofilologii
- od 2019 r.: dr Grażyna Lisowska

## Kierunki kształcenia
Katedra Neofilologii Akademii Pomorskiej w Słupsku kształci studentów na studiach licencjackich (3 letnie), po których ukończeniu ich absolwenci uzyskują tytuł zawodowy licencjata. Do wyboru są następujące kierunki i specjalności:
- filologia
  - filologia angielska (dzienne, zaoczne)
  - filologia angielska (nauczycielska) (dzienne, zaoczne)
  - filologia germańska (nauczycielska) (dzienne, zaoczne)
  - filologia germańska - język niemiecki w biznesie i turystyce (dzienne)
  - filologia germańska - język niemiecki z językiem angielskim (dzienne)
  - filologia rosyjska - język rosyjski w biznesie i turystyce (dzienne)
  - filologia rosyjska - przekładoznawstwo ogólne (dzienne)
  - filologia rosyjska z językiem angielskim (dzienne)

Po ukończeniu studiów pierwszego stopnia ich absolwenci mogą kontynuować dalsze kształcenie w ramach studiów magisterskich uzupełniających, trwających 2 lata i kończących się uzyskaniem tytułu zawodowego magistra. Studenci mają do wyboru następujące kierunki i specjalności:
- filologia
  - filologia rosyjska - język rosyjski w biznesie i turystyce (dzienne)
  - filologia rosyjska z językiem angielskim (nauczycielska) (dzienne)
  - filologia angielska - translatoryka (dzienne, zaoczne)
  - filologia angielska (nauczycielska) (dzienne, zaoczne)

## Struktura organizacyjna

### Zakład Filologii Angielskiej
Samodzielni pracownicy naukowi
- dr Marta Gierczyńska-Kolas – p.o. kierownika Zakładu
- dr hab. Adriana Biedroń
- dr hab. Katarzyna Jerzak
- dr hab. Marek Łukasik
- dr hab. Dorota Werbińska

### Zakład Filologii Germańskiej
Samodzielni pracownicy naukowi
- dr Joanna Flinik – p.o. kierownika Zakładu

### Zakład Filologii Rosyjskiej
Samodzielni pracownicy naukowi
- prof. dr hab. Galina Nefagina – kierownik Zakładu
- dr hab. Danuta Gierczyńska
- dr hab. Tadeusz Osuch

## Kierunki działalności naukowej
Katedra Neofilologii Akademii Pomorskiej w Słupsku prowadzi działalność dydaktyczną i badawczą związaną z: 
- frazeologią porównawczą
- literaturą rosyjską pierwszej połowy XIX wieku
- związkami literackimi polsko-rosyjskimi i polsko-słowiańskimi
- leksykologią porównawczą
- słowotwórstwem porównawczym
- socjolingwistyką i stylistyką porównawczą języka angielskiego i języka niemieckiego
- zdaniami w tekście i metodyką nauczania języków obcych